# Dorfitter
Dorfitter ist ein Ortsteil in der Großgemeinde Vöhl im nordhessischen Landkreis Waldeck-Frankenberg.

## Geographische Lage
Dorfitter liegt im Ittergau an der Itter, einem von Westen aus Richtung Ober- und Nieder-Ense kommenden Bach, der in den nahen Edersee mündet. Unmittelbar oberhalb bzw. westlich des Dorfs fließt die Marbeck in die Itter ein; etwas unterhalb der Ortschaft mündet die Kuhbach ein. Durch das Dorf, das sich auf etwa 330 bis 370 m ü. NN befindet, führt die Bundesstraße 252 im Abschnitt zwischen Korbach (Norden) und Herzhausen (Süden).

## Geschichte

### Ortsgeschichte
Die älteste bekannte Erwähnung von Itter stammt aus dem Jahr 1126. Hier ist aber unklar ob damit Dorfitter oder Thalitter gemeint ist. Anfangs wurde der Ort in der Urkunde der Herren von Löwenstein (1251) „Dorpytere“ genannt, ab 1329 ist „Dorfyttere“ überliefert.
Vom intensiven Kupferbergbau, der vom Abteufen des ersten Schachts durch Ludwig Balthasar Müller im Jahre 1709/10 bis 1868 dauerte, zeugen noch heute die großen Halden und das Zechenhaus. Anstelle der Bartholomäus-Kapelle aus dem 13. Jahrhundert wurde 1628 die heutige evangelische Kirche unter Verwendung mittelalterlicher Bauteile errichtet, darunter befinden sich ein Altaraufsatz aus spätgotischen und barocken Bestandteilen sowie ein Kruzifix aus dem 14. Jahrhundert.
Dorfitter gehörte zunächst zur Landgrafschaft Hessen, seit 1806 zum Großherzogtum Hessen (Hessen-Darmstadt). Dort lag es in dessen Provinz Oberhessen. Nach Auflösung der Ämter im Großherzogtum 1821 gehörte es zum Landratsbezirk Vöhl und zum Bezirk des Landgerichts Vöhl. Die Gemeinde gehörte zu den Landesteilen, die das Großherzogtum nach dem verlorenen Krieg von 1866 mit dem Friedensvertrag vom 3. September 1866 an Preußen abtreten musste. Dort wurde es dem Landkreis Frankenberg und dem Amtsgericht Vöhl zugeordnet.
Hessische Gebietsreform (1970–1977)
Zum 1. Februar 1971 fusionierten im Zuge der Gebietsreform in Hessen zunächst die Gemeinden Dorfitter, Thalitter und Herzhausen freiwillig zur neuen Gemeinde Ittertal. Am 1. Januar 1974 wurde die Gemeinde Ittertal kraft Landesgesetz mit Hessenstein (bestehend aus den ehemaligen Gemeinden Buchenberg, Ederbringhausen, Harbshausen, Kirchlotheim, Niederorke, Oberorke und Schmittlotheim), Marienhagen, Obernburg und Vöhl zur neuen Großgemeinde Vöhl zusammengeschlossen.
Verwaltungssitz der Gemeinde ist der Ortsteil Vöhl.
Für alle ehemals eigenständigen Gemeinden von Vöhl wurden Ortsbezirke mit Ortsbeirat und Ortsvorsteher nach der Hessischen Gemeindeordnung gebildet.

### Verwaltungsgeschichte im Überblick
Die folgende Liste zeigt die Staaten und Verwaltungseinheiten, denen Dorfitter angehört(e):
- vor 1356: Heiliges Römisches Reich, Herrschaft Itter
- 1356–1590: Heiliges Römisches Reich, Landesherrschaft strittig zwischen Landgrafschaft Hessen, Kurmainz und Grafschaft Waldeck, Herrschaft Itter
- ab 1590: Heiliges Römisches Reich, Landgrafschaft Hessen-Marburg, Herrschaft Itter
- 1604–1648: Heiliges Römisches Reich, strittig zwischen Hessen-Kassel und Hessen-Darmstadt (Hessenkrieg)[9]
- ab 1604: Heiliges Römisches Reich, Landgrafschaft Hessen-Kassel, Amt Herrschaft Itter
- ab 1627: Heiliges Römisches Reich, Landgrafschaft Hessen-Darmstadt, Oberfürstentum Hessen, Amt Herrschaft Itter[10][11]
- ab 1806: Großherzogtum Hessen,[Anm. 2] Fürstentum Oberhessen, Amt Herrschaft Itter[12]
- ab 1815: Großherzogtum Hessen, Provinz Oberhessen, Amt Herrschaft Itter[13]
- ab 1821: Großherzogtum Hessen, Provinz Oberhessen, Landratsbezirk Vöhl[Anm. 3]
- ab 1848: Großherzogtum Hessen, Regierungsbezirk Biedenkopf
- ab 1852:Großherzogtum Hessen, Provinz Oberhessen, Kreis Vöhl
- ab 1867: Königreich Preußen,[Anm. 4] Provinz Hessen-Nassau, Regierungsbezirk Kassel, Kreis Frankenberg[11]
- ab 1871: Deutsches Reich, Königreich Preußen, Provinz Hessen-Nassau, Regierungsbezirk Kassel, Kreis Frankenberg
- ab 1918: Deutsches Reich, Freistaat Preußen, Provinz Hessen-Nassau, Regierungsbezirk Kassel, Kreis Frankenberg
- ab 1942: Deutsches Reich, Freistaat Preußen, Provinz Hessen-Nassau, Regierungsbezirk Kassel, Landkreis Waldeck
- ab 1944: Deutsches Reich, Freistaat Preußen, Provinz Kurhessen, Landkreis Waldeck
- ab 1945: Deutsches Reich, Amerikanische Besatzungszone,[Anm. 5] Groß-Hessen, Regierungsbezirk Kassel, Landkreis Waldeck
- ab 1946: Deutsches Reich, Amerikanische Besatzungszone, Hessen, Regierungsbezirk Kassel, Landkreis Waldeck
- ab 1949: Bundesrepublik Deutschland, Hessen, Regierungsbezirk Kassel, Landkreis Waldeck
- ab 1971: Bundesrepublik Deutschland, Hessen, Regierungsbezirk Kassel, Landkreis Waldeck, Gemeinde Ittertal
- ab 1974: Bundesrepublik Deutschland, Hessen, Regierungsbezirk Kassel, Landkreis Waldeck-Frankenberg, Gemeinde Vöhl

### Bevölkerung
Einwohnerstruktur 2011
Nach den Erhebungen des Zensus 2011 lebten am Stichtag dem 9. Mai 2011 in Dorfitter 804 Einwohner. Darunter waren 21 (2,6 %) Ausländer.
Nach dem Lebensalter waren 153 Einwohner unter 18 Jahren, 339 waren zwischen 18 und 49, 162 zwischen 50 und 84 und 153 Einwohner waren älter.
Die Einwohner lebten in 336 Haushalten. Davon waren 90 Singlehaushalte, 99 Paare ohne Kinder und 114 Paare mit Kindern, sowie 24 Alleinerziehende und 9 Wohngemeinschaften. In 63 Haushalten lebten ausschließlich Senioren und in 225 Haushaltungen leben keine Senioren.
Einwohnerentwicklung
- 1629: 26 Haushaltungen[2]
- 1742: 30 Haushaltungen[2]
- 1791: 230 Einwohner[15]
- 1800: 214 Einwohner[16]
- 1806: 227 Einwohner, 38 Häuser[12]
- 1829: 280 Einwohner, 40 Häuser[17]

| Dorfitter: Einwohnerzahlen von 1791 bis 2014 | Dorfitter: Einwohnerzahlen von 1791 bis 2014 | Dorfitter: Einwohnerzahlen von 1791 bis 2014 | Dorfitter: Einwohnerzahlen von 1791 bis 2014 | Dorfitter: Einwohnerzahlen von 1791 bis 2014 |
| --- | -------------------------------------------- | -------------------------------------------- | -------------------------------------------- | -------------------------------------------- |
| Jahr |                                              |                                              |                                              | Einwohner                                    |
| 1791 | 1791                                         |                                              | 230                                          | 230                                          |
| 1800 | 1800                                         |                                              | 214                                          | 214                                          |
| 1806 | 1806                                         |                                              | 227                                          | 227                                          |
| 1829 | 1829                                         |                                              | 280                                          | 280                                          |
| 1834 | 1834                                         |                                              | 304                                          | 304                                          |
| 1840 | 1840                                         |                                              | 306                                          | 306                                          |
| 1846 | 1846                                         |                                              | 325                                          | 325                                          |
| 1852 | 1852                                         |                                              | 330                                          | 330                                          |
| 1858 | 1858                                         |                                              | 335                                          | 335                                          |
| 1864 | 1864                                         |                                              | 294                                          | 294                                          |
| 1871 | 1871                                         |                                              | 305                                          | 305                                          |
| 1875 | 1875                                         |                                              | 294                                          | 294                                          |
| 1885 | 1885                                         |                                              | 357                                          | 357                                          |
| 1895 | 1895                                         |                                              | 331                                          | 331                                          |
| 1905 | 1905                                         |                                              | 366                                          | 366                                          |
| 1910 | 1910                                         |                                              | 376                                          | 376                                          |
| 1925 | 1925                                         |                                              | 361                                          | 361                                          |
| 1939 | 1939                                         |                                              | 422                                          | 422                                          |
| 1946 | 1946                                         |                                              | 658                                          | 658                                          |
| 1950 | 1950                                         |                                              | 714                                          | 714                                          |
| 1956 | 1956                                         |                                              | 616                                          | 616                                          |
| 1961 | 1961                                         |                                              | 605                                          | 605                                          |
| 1967 | 1967                                         |                                              | 718                                          | 718                                          |
| 1980 | 1980                                         |                                              | ?                                            | ?                                            |
| 1990 | 1990                                         |                                              | ?                                            | ?                                            |
| 2000 | 2000                                         |                                              | ?                                            | ?                                            |
| 2011 | 2011                                         |                                              | 804                                          | 804                                          |
| 2014 | 2014                                         |                                              | 849                                          | 849                                          |
| Datenquelle: Historisches Gemeindeverzeichnis für Hessen: Die Bevölkerung der Gemeinden 1834 bis 1967. Wiesbaden: Hessisches Statistisches Landesamt, 1968. Weitere Quellen: Gemeinde Vöhl; Zensus 2011 |                                              |                                              |                                              |                                              |

Historische Religionszugehörigkeit
| • 1829: | 280 evangelische (= 100 %) Einwohner                              |
| • 1885: | 356 evangelische (= 99,72 %), ein jüdischer (= 0,28 %) Einwohner  |
| • 1961: | 544 evangelische (= 89,92 %), 57 katholische (= 9,42 %) Einwohner |

## Persönlichkeiten
- Helge Timmerberg (* 1952), deutscher Journalist und Autor
- Burkhard Sude (* 1957), deutscher Volleyballspieler